# Burgruine Hohenburg (Lenggries)
Die Hohenburg (früher zuweilen auch Hochenburg) ist die Ruine einer Höhenburg nahe dem Ort Lenggries im Isarwinkel in Bayern. Einst war diese Burg das wichtigste Herrschaftszentrum der Region, bis zu ihrer Zerstörung bei einem verheerenden Großbrand am 21. Juli 1707. Die Anlage ist unter der Aktennummer D-1-73-135-37 als denkmalgeschütztes Baudenkmal von Lenggries verzeichnet. Ebenso wird sie als Bodendenkmal unter der Aktennummer D-1-73-135-37 im Bayernatlas als „Burgruine Hohenburg, ca. drei Meter hoher nach Innen vier Meter tiefer Turmstumpf mit Kreuzgewölberesten und weitere Mauerzüge zwischen 0,1-2 Metern Höhe, wohl 12./13. Jh.“ geführt.

## Geschichte
Die erste urkundliche Erwähnung, die sicher auf diese Hohenburg bezogen ist, erfolgte um 1100, als die Brüder Udalschalk und Richer von „Hohenburch“ als Zeugen einer Tegernseer Urkunde auftreten. Die Burg war jahrhundertelang das bedeutendste Herrschaftszentrum des Isarwinkels. Am Fuße der Burg entwickelte sich eine Flößer- und Handwerkersiedlung, das heutige Lenggries.
Die Burg auf einer Anhöhe am Hirschbach gehörte ursprünglich den Herren von Thann-Hechenberg-Reginried und kam Ende des 12. Jahrhunderts in den Besitz der Herren von Tölz. Nach dem Aussterben der Tölzer kam die Burg samt Herrschaft 1266 als Lehen des Bischofs von Freising an die Wittelsbacher, die es fortan selbst als Lehen weitergaben. Im ersten Herzogsurbar (1279–1284) wird Hohenburg als eigenes kleines Amt innerhalb des Landgerichts Tölz geführt. Ab 1294 war diese Burg im Besitz der Herren von Egling. Ihnen folgten 1396 die Herren von Maxlrain, die möglicherweise 1410 bis 1420 einen großen Umbau und eine Erweiterung vornahmen.
1522 kam die stattliche Burg in den Besitz des Hauses Schellenberg. Dionys von Schellenberg verkaufte 1566 schließlich Burg und Gericht an den Augsburger Patrizier Hanns Paul Hörwarth, in dessen Geschlecht der Besitz der Burg und Hofmark Hohenburg bis 1800 blieb. Man nahm lange Zeit an, dass Hanns Paul Herwarth mütterlicher Neffe des Dionys von Schellenberg war. Durch Nachforschungen im Zuge eines Gemäldekaufs musste diese Vorstellung revidiert werden: Hanns Pauls Mutter stammte demnach aus einem, ebenfalls Schellenberger genannten, Augsburger Patriziergeschlecht.
Mit dem Einzug der Herwarths begannen Umgestaltungen im Stile der Renaissance, die das Aussehen der Burg veränderten und ihr einen wohnlicheren, schlossartigeren Ausdruck verlieh.
1705 standen Lenggries und die Burg im Mittelpunkt der Bayerischen Volkserhebung, da hier der erste Widerstand gegen die österreichischen Besatzer organisiert wurde. Dieser Aufstand fand sein tragisches Ende in der Sendlinger Mordweihnacht.
Während des Spanischen Erbfolgekrieges hielten österreichische Truppen die Burg besetzt, und am 21. Juli 1707 wurde sie bei einem aus ungeklärten Gründen entstandenen Brand vollkommen zerstört. Binnen einer Stunde umfasste das Großfeuer die gesamte Burg. Im Brandbericht des Richters Mayr an den Grafen Herwarth war zu lesen:

„Durch Unachtsamkeit oder Böswilligkeit betrunkener Soldaten, Genaues ist aus den Akten nicht feststellbar, ging am Donnerstag, den 21. Juli gegen 10 Uhr der große Saal, welcher den Soldaten als Kaserne diente, in Flammen auf. Der Brand griff ungeheuer schnell um sich. Die Husaren machten zwar Lärm beim Ausbruch des Feuers, verließen aber ruhig die Burg, lagerten beim Weiher und schauten hohnlachend dem Brande zu.“

Der Leutnant der österreichischen Husaren bestritt die Vorwürfe, seine Männer seien schuld an dem Brand gewesen. Vielmehr vermerkte er, der Kamin des Saales sei verstopft und schlecht gereinigt gewesen, was seiner Ansicht nach den Brand verursacht habe. Allerdings stellte sich nach Befragung zahlreicher Zeugen heraus, dass der Brand nicht von diesem Kamin ausgegangen war.
Die Burg wurde daraufhin größtenteils abgetragen und die Steine in der Lenggrieser Pfarrkirche St. Jakobus und dem neuen Schloss Hohenburg verbaut, das rund 300 m westlich entstand. Obwohl noch ein beträchtlicher Teil der Ruine verblieb, verrichtete das Zerstörungswerk hochwachsender Bäume im Laufe der Jahrhunderte beträchtliche Schäden und setzte dem Mauerwerk weiter zu.

## Heutiger Zustand

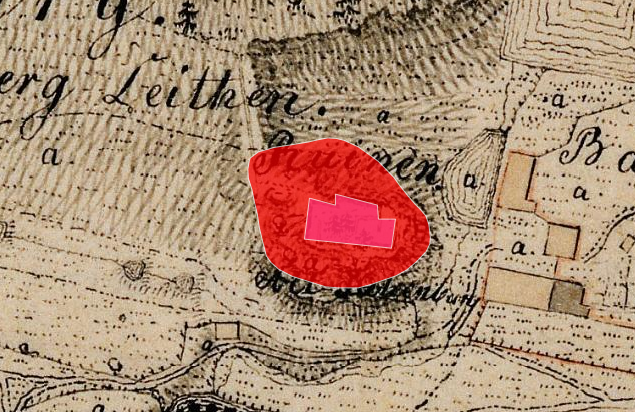
Lageplan von Burgruine Hohenburg (Lenggries) auf dem Urkataster von Bayern

Im Laufe der Jahrhunderte verfielen die letzten Reste der Ruine immer mehr. Die gesamte Anhöhe wurde überwuchert und ist bis heute vollständig bewaldet.
- 2003 wurde der Förderverein Burgruine Hohenburg e. V. gegründet, der sich zum Ziel gesetzt hat, den weiteren Verfall der Ruine zu stoppen und das historische Erbe nicht in Vergessenheit geraten zu lassen. Erhalten sind heute noch ein Teil eines Turmes, zahlreiche Wälle und Mauerreste, sowie ein Zisternenschacht.
- 2007, anlässlich des 300. Jahrestages der Zerstörung der Burg, beherbergte das Lenggrieser Heimatmuseum eine Dauerausstellung zur Hohenburg, organisiert vom Burgverein. Die Burgruine und die Anhöhe wurden zudem 2004 bis 2006 von Geodäten der Bundeswehr-Universität Neubiberg mit Lasern vermessen und geotechnisch untersucht. Dafür wurden vom Burgverein auch ein Ramadama (bairisch für „organisierte Aufräumaktion“) durchgeführt, 24 Bäume gefällt, um die Ruine wieder mehr zur Geltung zu bringen. Die Hohenburg ist nun die erste Burgruine in Bayern, von der aufgrund der Laser-Vermessungstechnik eine virtuelle Darstellung entstand. 2014 wurde die erste virtuelle Rekonstruktion auf Basis von vielen neuen Erkenntnissen grundlegend überarbeitet. Ein virtueller Rundflug wird seitdem im Heimatmuseum Lenggries gezeigt.
- 2012 wurde der ehemalige Zuweg von Westen her zur Burg wieder freigelegt und begehbar gemacht. Zuvor musste man über einen versteckten Trampelpfad von Osten zur Ruine aufsteigen.
- 2014 wurde ein Lehrpfad mit mehreren Infotafeln rund um den Burgberg und die Ruine angelegt.
- 2019 wurde das Mauerwerk unter Aufsicht des Bayerischen Landesamts für Denkmalpflege (BLfD) an der südöstlichen Ecke des Turmstumpfs saniert, um den weiterem Verfall zu verlangsamen.

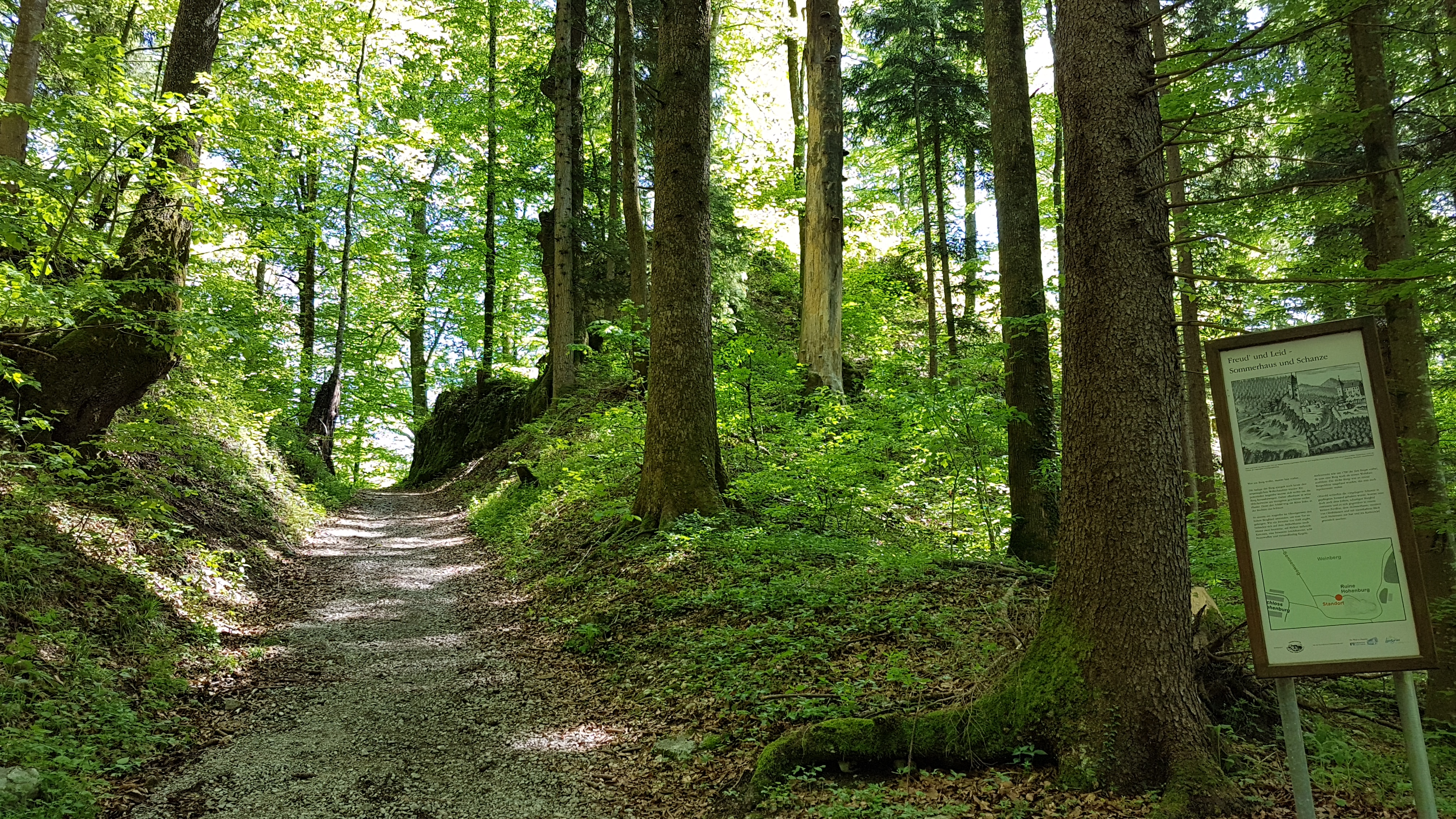
Aufgang zur Burg
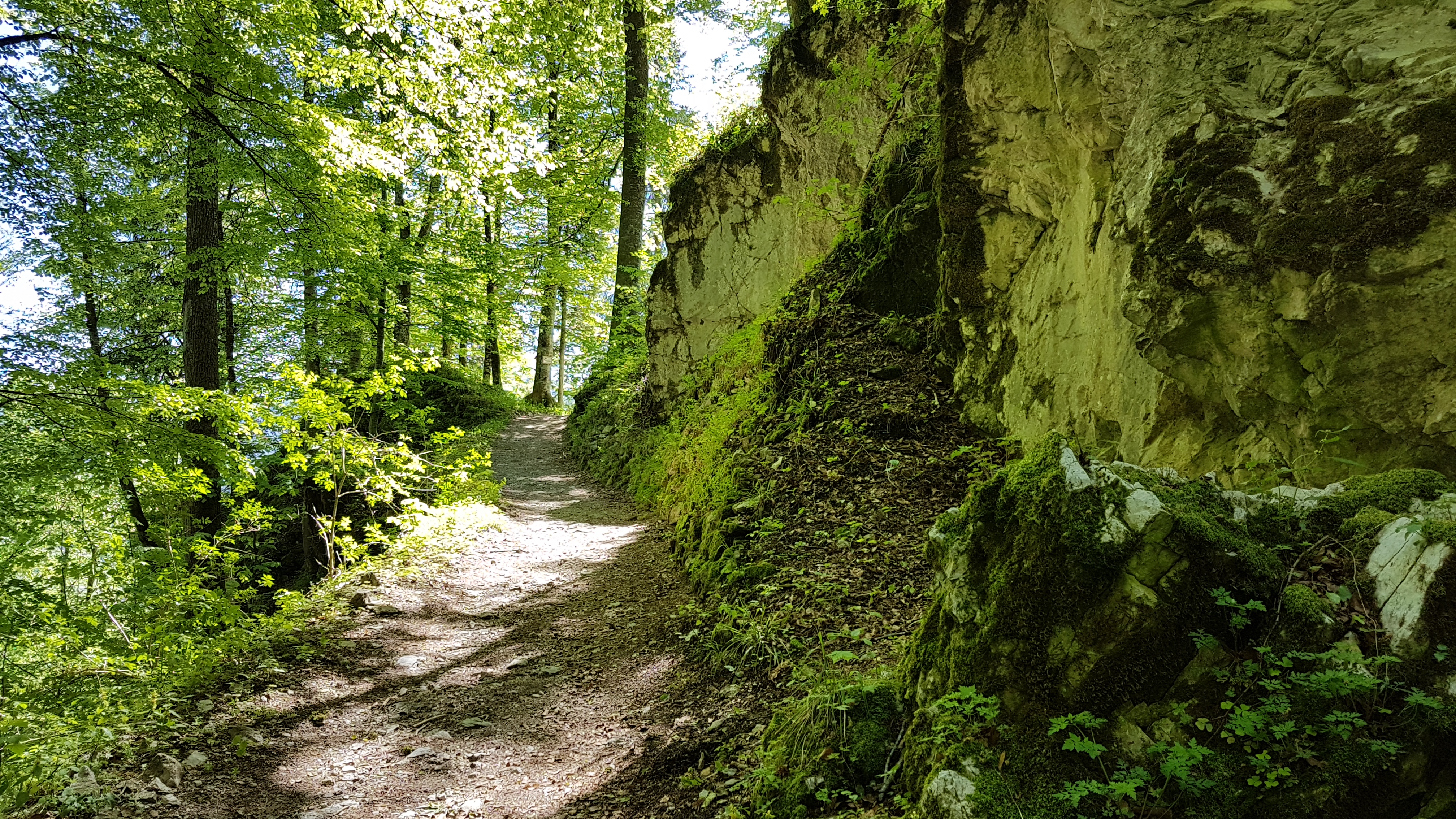
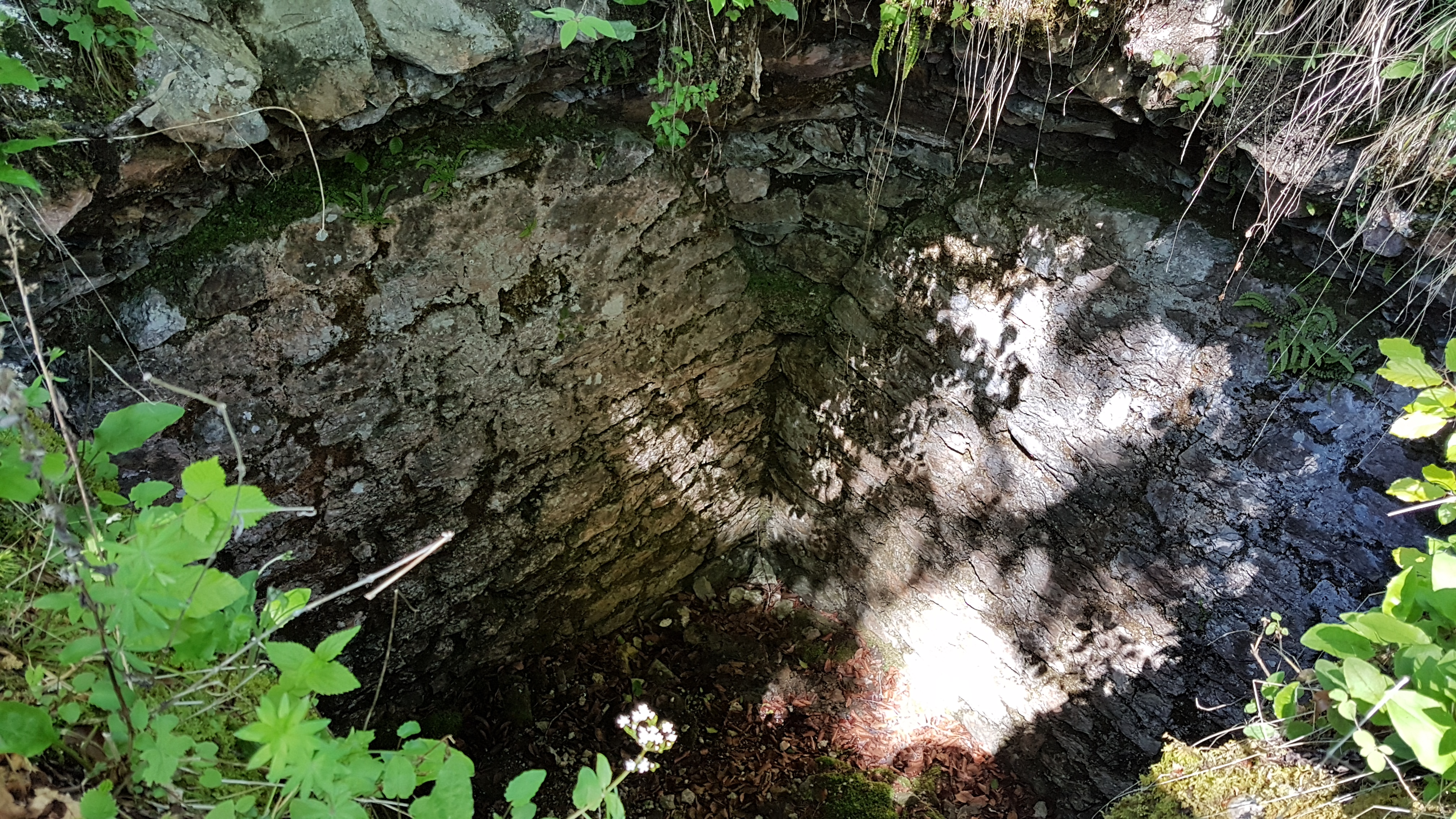
„Angstloch“
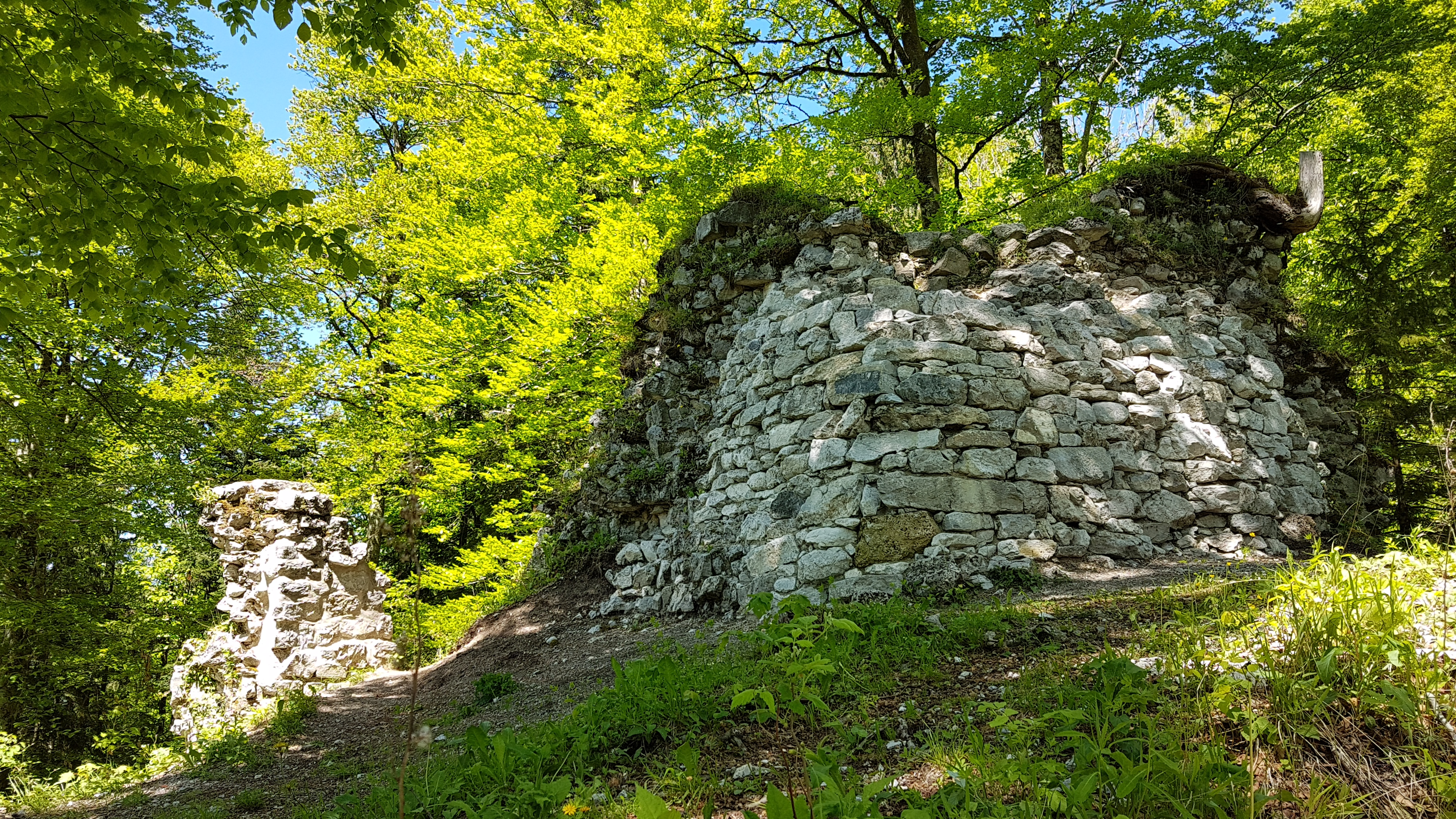
Stübelturm (Füllmauerwerk)